# Peter Pál Pelbart
Peter Pál Pelbart (Budapeste,  1956) é um filósofo, ensaísta, professor e tradutor húngaro, residente no Brasil.
Graduado em Filosofia pela Universidade Paris IV (Sorbonne) (1983), é mestre pela Pontifícia Universidade Católica de São Paulo (PUC-SP) (com Da clausura do fora ao fora da clausura: loucura e desrazão, 1988, sob a orientação de  Jeanne Marie Gagnebin), doutor em Filosofia, pela Universidade de São Paulo (com  O tempo não-reconciliado: imagens de tempo em Deleuze, 1996, sob orientação de Bento Prado Júnior) e livre-docente pela PUC-SP (2000). Vive na cidade de São Paulo, onde é professor da PUC-SP e coordena a Companhia Teatral Ueinzz, formada por pacientes psiquiátricos do  hospital-dia A Casa. É professor no Departamento de Filosofia e no Núcleo de Estudos da Subjetividade do Pós-Graduação em Psicologia Clínica da PUC-SP.  

## Trabalhos publicados
Além de inúmeros artigos, publicou, entre outros, os seguintes livros:
- Da clausura do fora ao fora da clausura: loucura e desrazão. Brasiliense, 1989.
- A nau do tempo-rei: sete ensaios sobre o tempo da loucura. Rio de Janeiro: Imago, 1993.
- O Tempo não-reconciliado. Perspectiva, 1998.
- A vertigem por um fio. Iluminuras, 2000
- Vida Capital – ensaios de biopolítica. Iluminuras, 2003
- O avesso do niilismo – cartografias do esgotamento. n-1 edições, 2013